# Papuechites
Papuechites és un gènere monotípic de fanerògames de la família de les Apocynaceae. Conté una única espècie: Papuechites aambe Markgr.. És originari de les Moluques a l'Arxipèlag Bismarck.

## Taxonomia
Papuechites aambe va ser descrita per (Warb.) Markgr. i publicat a Nova Guinea 14: 288. 1925.
Sinonímia
- Anodendron aambe Warb., Bot. Jahrb. Syst. 13: 454 (1891).
- Strophanthus aambe Warb., Bot. Jahrb. Syst. 13: 407 (1891). basònim
- Ichnocarpus bertieroides Wernham ex S.Moore, J. Bot. 61(Suppl.): 33 (1923).[4]